# Episodi di Cold Squad - Squadra casi archiviati (quinta stagione)
La quinta stagione della serie televisiva Cold Squad - Squadra casi archiviati è stata trasmessa in anteprima in Canada dalla CTV tra il 29 settembre 2001 e il 2 marzo 2002.
| nº | Titolo originale             | Titolo italiano | Prima TV Canada   | Prima TV Italia |
| -- | ---------------------------- | --------------- | ----------------- | --------------- |
| 1  | Personal Politics            |                 | 29 settembre 2001 |                 |
| 2  | Family Ties                  |                 | 6 ottobre 2001    |                 |
| 3  | Picasso's Mistake            |                 | 13 ottobre 2001   |                 |
| 4  | Clean                        |                 | 20 ottobre 2001   |                 |
| 5  | All in the Family            |                 | 27 ottobre 2001   |                 |
| 6  | The One That Got Away        |                 | 3 novembre 2001   |                 |
| 7  | The Nanny                    |                 | 10 novembre 2001  |                 |
| 8  | The Needle and the Debutante |                 | 8 dicembre 2001   |                 |
| 9  | Bottom Feeders               |                 | 15 dicembre 2001  |                 |
| 10 | The Shed                     |                 | 2 febbraio 2002   |                 |
| 11 | Dead Letters                 |                 | 9 febbraio 2002   |                 |
| 12 | Enough Is Enough             |                 | 23 febbraio 2002  |                 |
| 13 | Ambleton                     |                 | 2 marzo 2002      |                 |